# Caroline de Nassau-Sarrebruck
Caroline de Nassau-Sarrebruck, née le 12 août 1704 et décédée le 25 mars 1774, est une princesse allemande, fille de Louis-Crato de Nassau-Sarrebruck et de Henriette-Philippine de Hohenlohe-Langenbourg (1679–1751).

## Biographie
Le 21 septembre 1719, elle épouse Christian III de Deux-Ponts-Birkenfeld, de 30 ans plus âgé qu'elle. Ils ont quatre enfants :
- Caroline (1721-1774), en 1741 elle épouse le landgrave Louis IX de Hesse-Darmstadt
- Christian IV (1722-1775), duc palatin des Deux-Ponts et comte palatin de Birkenfeld de 1734 à 1775. En 1751, il épouse morganatiquement Marianne Camasse (1734-1807) (postérité) danseuse qu'il titre comtesse de Forbach dont il a: Philippe de Deux-Ponts-Birkenfeld (1754-1807), comte de Forbach et vicomte de Deux-Ponts, en 1780 il épouse Adélaïde de Polastron (1760-1795) (postérité)
- Frédéric-Michel (1724-1767) épouse en 1745 Françoise de Palatinat-Soulzbach.
- Christine de Deux-Ponts-Birkenfeld (1725-1816), en 1741 elle épouse Charles-Auguste de Waldeck-Pyrmont.

De 1744 à 1774 elle habite au château de Bergzabern.